# Costa Cordalis

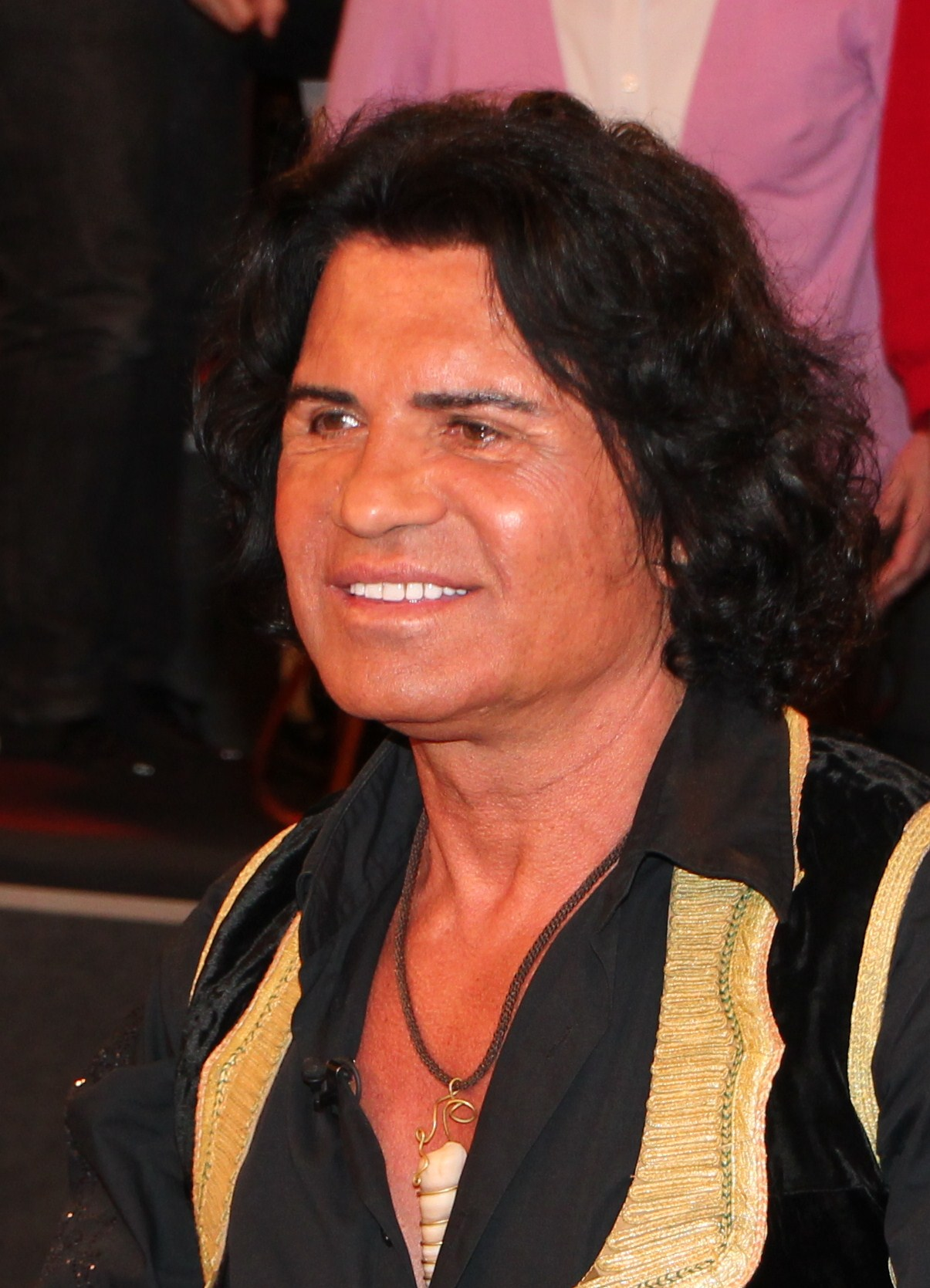
Costa Cordalis, 2011

Costa Cordalis (* 1. Mai 1944 als Konstantinos Kordalis (griechisch Κωνσταντίνος Κορδαλής) in Elatia, Griechenland; † 2. Juli 2019 in Santa Ponça, Spanien) war ein griechisch-deutscher Schlagersänger. Er wurde in den 1970er Jahren mit Liedern wie Carolina, komm und Steig’ in das Boot heute nacht, Anna Lena bekannt. Seinen größten Erfolg hatte er 1976 mit Anita.

## Leben
Cordelia wurde 1944 in Mittelgriechenland geboren. Mit sieben Jahren begann er Gitarre zu spielen. Als 16-Jähriger ließ er sich in Frankfurt am Main nieder und erlernte am Goethe-Institut die deutsche Sprache. Nach dem Abitur begann er ein Studium der Philosophie und Germanistik, das er nicht abschloss.
1965 kam mit Du hast ja Tränen in den Augen, einer deutschen Fassung des Elvis-Titels Crying in the Chapel, seine erste Schallplatte heraus. Nennenswerten Erfolg hatte er aber erst ab 1971 mit den selbst komponierten und produzierten Titeln Und die Sonne ist heiß (drei Auftritte in der ZDF-Hitparade), Carolina, komm und Steig’ in das Boot heute nacht, Anna Lena. Seinen größten Erfolg hatte er mit dem Ende 1976 veröffentlichten Titel Anita, der sich drei Monate in den bundesdeutschen Top 10 hielt und es dort bis auf Platz 3 schaffte.
Bei der Nordischen Skiweltmeisterschaft 1985 in Seefeld in Tirol startete Cordalis im Langlauf für sein Heimatland Griechenland. In dieser Disziplin war er zweimal griechischer Landesmeister. Er wollte auch an den Olympischen Winterspielen 1984 in Sarajevo teilnehmen, wurde aber vom griechischen NOK nicht nominiert. Das Skilaufen hatte er sich im Schwarzwald selbst beigebracht, als er sich auf die Rolle als Skilehrer in der Serie Engadiner Bilderbogen des ZDF vorbereitete.

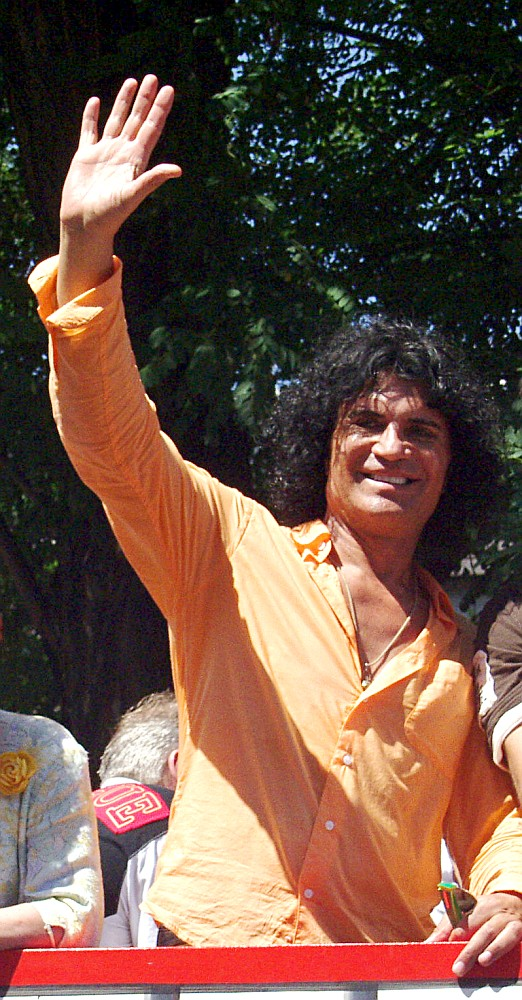
Costa Cordalis, 2006

Im Frühjahr 2004 wirkte er in der RTL-Show Ich bin ein Star – Holt mich hier raus! mit und wurde erster „Dschungelkönig“. Die Siegprämie von 28.000 Euro spendete er der Kinderkrebshilfe. Angelehnt an die Show veröffentlichte er das Lied Jungle Beat. Mehrmals nahm er an der Tour der Hoffnung teil. Dort legte er mit dem Rad viele Kilometer zurück und sammelte mit seinem Lied Das Feuer Geld für krebskranke Kinder.
Cordalis war verheiratet und hat mit seiner Frau Ingrid drei Kinder; sein Sohn Lucas Cordalis und seine Tochter Angeliki Cordalis sind ebenfalls im Showgeschäft tätig. Von Mitte der 1980er Jahre bis 2016 wohnte Costa Cordalis im Schwarzwald im Wintersportort Freudenstadt-Kniebis. Zuletzt lebte er auf Mallorca im Küstenort Santa Ponça. Im März 2019 erlitt er einen Schwächeanfall und musste in einem Krankenhaus behandelt werden. Er starb im Juli 2019 im Alter von 75 Jahren in Santa Ponça an Organversagen.

## Diskografie
Studioalben

| Jahr | Titel                            | Höchstplatzierung, Gesamtwochen, AuszeichnungChartplatzierungen (Jahr, Titel, Platzierungen, Wochen, Auszeichnungen, Anmerkungen) | Höchstplatzierung, Gesamtwochen, AuszeichnungChartplatzierungen (Jahr, Titel, Platzierungen, Wochen, Auszeichnungen, Anmerkungen) | Höchstplatzierung, Gesamtwochen, AuszeichnungChartplatzierungen (Jahr, Titel, Platzierungen, Wochen, Auszeichnungen, Anmerkungen) | Anmerkungen                             |
| Jahr | Titel                            | DE | AT | CH | Anmerkungen                             |
| ---- | -------------------------------- | --- | --- | --- | --------------------------------------- |
| 1967 | Folklore aus aller Welt          | — | — | — | Erstveröffentlichung: 1967              |
| 1970 | Ich träume manchmal von Athen    | — | — | — | Erstveröffentlichung: 1970              |
| 1972 | Die Liebe bist du                | — | — | — | Erstveröffentlichung: 1972              |
| 1973 | Wo meine Träume sind             | — | — | — | Erstveröffentlichung: 1973              |
| 1975 | Sommerträume                     | — | — | — | Erstveröffentlichung: 1975              |
| 1976 | Ich geh’ durch deine Straße      | DE29 (6 Wo.)DE | — | — | Erstveröffentlichung: 1976              |
| 1977 | Ich zeige dir das Paradies       | — | — | — | Erstveröffentlichung: 1977              |
| 1978 | Ein neuer Tag                    | — | — | — | Erstveröffentlichung: 1978              |
| 1979 | Komm in meine Welt               | — | — | — | Erstveröffentlichung: 1979              |
| 1981 | Auf der Straße meiner Lieder     | DE64 (2 Wo.)DE | — | — | Erstveröffentlichung: 1981              |
| 1983 | Dich berühren                    | — | — | — | Erstveröffentlichung: 1983              |
| 1995 | Nur mit dir                      | — | — | — | Erstveröffentlichung: 15. Januar 1995   |
| 1995 | Der Vorhang geht auf             | — | — | — | Erstveröffentlichung: 4. September 1995 |
| 1996 | Ich will dir den Himmel schenken | — | — | — | Erstveröffentlichung: 14. Oktober 1996  |
| 1997 | Viva la noche                    | DE60 (4 Wo.)DE | — | — | Erstveröffentlichung: 11. August 1997   |
| 1998 | Party Tropical                   | DE61 (4 Wo.)DE | AT33 (2 Wo.)AT | — | Erstveröffentlichung: 1998              |
| 1999 | Heiße Nacht                      | DE87 (1 Wo.)DE | — | — | Erstveröffentlichung: 1999              |
| 2000 | Hasta la Vista Baby              | — | — | — | Erstveröffentlichung: 28. August 2000   |
| 2003 | Athen 2004                       | — | — | — | Erstveröffentlichung: 16. August 2003   |
| 2004 | Ich sag’ hallo zu dir            | — | — | — | Erstveröffentlichung: 8. November 2004  |
| 2006 | Das Leben ist schön              | — | — | — | Erstveröffentlichung: 6. Oktober 2006   |
| 2013 | Gib mir deine Liebe              | — | — | — | Erstveröffentlichung: 1. November 2013  |
| 2014 | Damals in Mexico                 | — | — | — | Erstveröffentlichung: 21. Mai 2014      |

grau schraffiert: keine Chartdaten aus diesem Jahr verfügbar

## Auszeichnungen
- 1974 Goldener Nürnberger Trichter der Nürnberger Trichter Karnevalsgesellschaft e. V. 1909
- 1981 und 1986 Goldene Stimmgabel[10]